# Кожуховский концентрационный лагерь
Кожуховский концентрационный лагерь — советский концлагерь, созданный ВЧК в октябре 1919 года вблизи железнодорожной станции Кожухово (ныне — в черте Москвы).

## История
Комплекс построек кожуховского концлагеря, построенный еще во время Первой мировой войны как лагерь временного содержания военнопленных. После революции лагерь не прекратил своё существование, сюда стали помещать противников режима. Часть документов ссылается на расположение лагеря на территории Симонова монастыря за станцией Кожухово. Рядом с монастырем вдоль реки Москвы в то время располагались фабричные корпуса или жилые дома. 18 октября 1919 концлагерь заработал для приёма жертв красного террора, был рассчитан ВЧК на около 240 человек.

## Устройство
На территории лагеря находились деревянные большие и высокие бараки, рассчитанные на 60 человек, баня, околодок, лагерный театр (в одном из бараков) и библиотека.

## Заключённые
Первоначально в лагере содержались уголовники, пленные поляки и политические (бывшие белогвардейские офицеры с Юга и из Сибири: «Большинство бывших белогвардейских офицеров уже находились на службе в рядах Красной армии и задержаны были при регистрации»), «тамбовские заложники». Как и в большинстве подобных лагерей, заключенные могли быть откомандированы на принудительные работы. Из Кожуховского лагеря, в частности, отправляли ремонтировать Государственный Малый театр. В мае 1920 года в лагерь прибыло более 260 старшин УГА во главе с атаманом Семеном Горуком. В общей сложности через концлагерь прошло около 600 воинов УГА, среди них — командующий УГА генерал-хорунжий Осип Никитко, командиры бригад Роман Дудинский и Осип Букшированный, Тарас Франко (сын Ивана Франко). В лагере действовал украинский хор и созданный на базе фронтового театра УГА «Украинский молодежный галицкий театр». Часть заключенных умерла из-за болезней и тяжелых условий содержания, более 150 казнены.

## Ликвидация
После ликвидации территория бывшего концлагеря вошла в пределы жилого массива бывшего автомобильного завода ЗиЛ.

## Руководство
Комендантами лагеря были:
- Зверев (1919 год),
- Быков Фёдор Иванович (1920 год),
- Косарев Василий Моисеевич (1921—1922 годы).